# Babylon Whores
Babylon Whores (англ. «Вавилонские блудницы») — финская группа, играющая в стиле дэт-рок и метал. Ике Вил и Эво Майхем основали её в Хельсинки в 1994 году. Они выпустили два сингла, три мини-альбома и три студийных альбома. Стиль группы эволюционировал от сырого панк-рока к металу со сложными гитарными партиями. Babylon Whores часто сравнивают с такими группами, как Danzig и Mana Mana. В текстах песен присутствуют темы мистики и оккультизма.
В 2006 году группа приостановила деятельность. В 2007 году выступала под именем Babylon Horse.

## Состав
- Mr. Boa — гитара
- Petri Mukkala (aka Pete Liha) — ударные
- Antti Litmanen — гитара
- Taneli Nyholm (aka Daniel Stuka) — бас-гитара
- Ike Vil — вокал

### Бывшие участники
- Jake Babylon (1994—1999) — бас-гитара
- Jussi Konttinen (1994—1995) — гитара
- Timo Koutala (aka Kouta) (1995—1998) — ударные
- Jouni «Ewo» Pohjola (aka Ewo Meichem) (1994—1999) — гитара
- M. Ways (1994) — бас-гитара

## Дискография

### Альбомы
- Cold Heaven (1997)
- King Fear (1999)
- Death of the West (2002)

### Мини-альбомы
- Sloane 313 (1995)
- Trismegistos (1996)
- Deggael (1998)

### Синглы
- «Devil’s Meat» (1994)
- «Errata Stigmata» (2000)